# Хардер, Конрад
Конрад Хардер Вейбель Шандорф (дат. Conrad Harder Weibel Schandorf; род. 7 апреля 2005, Хольте, Ховедстаден) — датский футболист, нападающий клуба «Спортинг».

## Клубная карьера
Хардер — воспитанник клуба «Норшелланн». 4 июня 2023 года в матче против «Виборга» он дебютировал в датской Суперлиге. 13 августа в поединке против «Раннерс» Конрад забил свой первый гол за «Норшелланн».

## Достижения
«Спортинг»
- Чемпион Португалии: 2024/25